# Bonjeania jefferiesi
Bonjeania jefferiesi är en tvåvingeart som beskrevs av Shaun L. Winterton 2007. Bonjeania jefferiesi ingår i släktet Bonjeania och familjen stilettflugor. Inga underarter finns listade.